# وراکروز
وراکروز (به اسپانیایی: Veracruz) یکی از ۳۱ ایالت کشور مکزیک می‌باشد.

## جغرافیا
این ایالت از شمال به تامائولیپاس، از خاوری به خلیج مکزیک، از جنوب به اوئاکساکا و چیاپاس، از جنوب خاوری به تاباسکو و از غرب به پوئبلا، هیدالگو و سن لوئیس پوتوزی محدود می‌شود.
جمعیت این ایالت هفت میلیون تن می‌باشد و مساحت وراکروز هم ۷۱٬۶۹۹ کیلومتر مربع می‌باشد.

### شهرها
مرکز این ایالت هم خالاپا می‌باشد و شهرهای آن وراکروز، کوئاتساکوئالکوس و اوریسابا می‌باشند.

## نام گذاری
وجه نام‌گذاری آن به رسیدن ارنان کورتس به این منطقه در ۱۵۱۹ میلادی بازمی‌گردد که چون در روزی که از دید آیین مسیحیت روز خجسته‌ای شمرده می‌شده بدینجا رسید نام لا ورا کروس (به معنای صلیب راستین) را بر آن نهاد.

## منابع

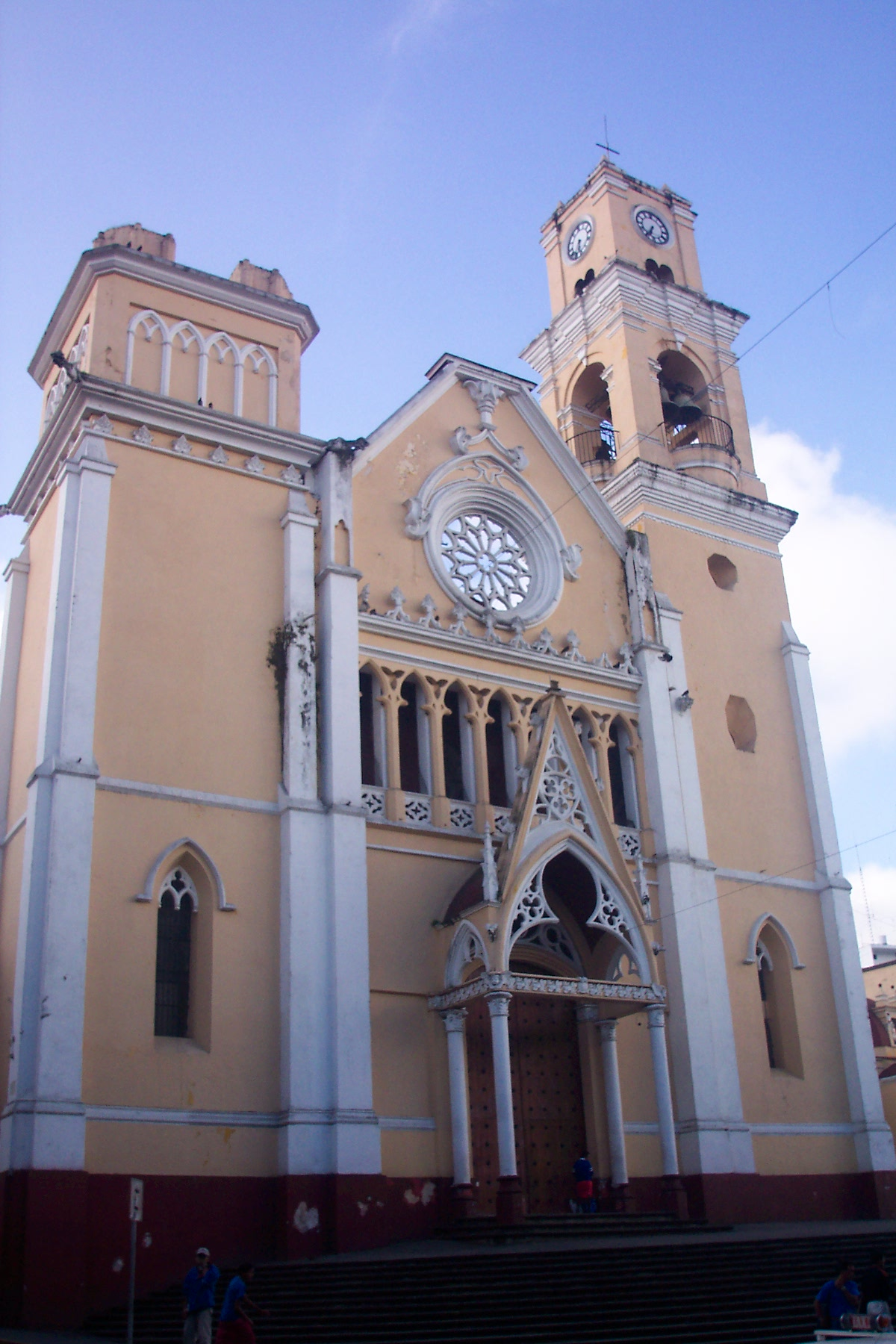
کلیسای جامع زالاپا
